# Delphyre lemoulti
Delphyre lemoulti är en fjärilsart som beskrevs av Max Wilhelm Karl Draudt 1915. Delphyre lemoulti ingår i släktet Delphyre och familjen björnspinnare. Inga underarter finns listade i Catalogue of Life.